# Tsongkhapa
Tsongkhapa (1357 – 1419) (letteralmente: "L'Uomo della Valle delle Cipolle") fu un famoso maestro del buddhismo tibetano, le cui attività condussero alla formazione della scuola Gelug. È noto anche con il suo nome di ordinazione Lobsang Drakpa (blo bzang grags pa) o semplicemente come Je Rinpoche (rje rin po che).
Tsongkhapa udì gli insegnamenti di Buddha da maestri di tutte le tradizioni buddhiste tibetane, e ricevette i lignaggi trasmessi nelle migliori scuole.
La sua principale fonte d'ispirazione fu la tradizione Kadampa, l'eredità di Atiśa. In base all'insegnamento di Tsongkhapa, le due caratteristiche distintive della tradizione Gelug sono:
- l'unione di Sutra e Tantra, e
- l'enfasi di Vinaya (il codice morale della disciplina).

## Primi anni

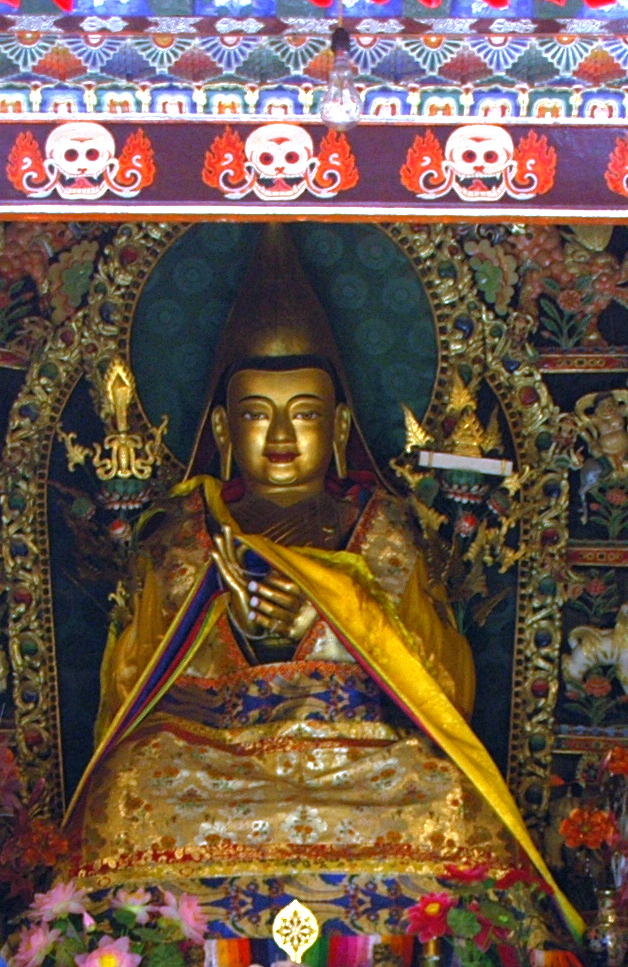
Statua di Tsongkhapa, fondatore della scuola Gelugpa, sull'altare nel suo tempio (il suo luogo di nascita) nel Monastero di Kumbum, vicino a Xining, Qinghai (Amdo), Cina.

Nato nel 1357 in una famiglia nomade nella provincia di Amdo, Tsongkhapa ricevette l'ordinazione da laico (sanscr. Upasaka) all'età di tre anni dal 4º Karmapa, Rolpe Dorje, e gli fu attribuito il titolo “Kunga Nyingpo” (kun dga' snying po). All'età di sette anni prese l'ordinazione da novizio (sanscr. Sramanera, tib. Getsul) da Choje Dhondup Rinchen (chos rje don 'grub rin chen) e gli fu dato il nome “Lobsang Drakpa” (blo bzang grags pa). Fu in questa precoce età che fu in grado di ricevere i conferimenti delle facoltà di Heruka Chakrasamvara, Hevajra e Yamantaka, tre delle più importanti divinità colleriche del buddhismo tibetano, nonché di recitare moltissimi Sutra, dei quali il non meno importante era Manjushri-nama-samgiti. Sarebbe divenuto un grande studente del Vinaya, la dottrina del comportamento, e in seguito perfino dei Sei yoga di Naropa, del Tantra Kalachakra e dell'acclamata pratica del Mahāmudrā. All'età di 24 anni Tsongkhapa ricevette l'ordinazione a monaco regolare (sanscr. Bhikshu, tib. Gelong) nella tradizione Sakya.
Da Zhönnu Lodrö (gzhon nu blo gros) e Rendawa (red mda' pa) ricevette il lignaggio del Pramanavarttika trasmesso da Sakya Pandita (sa skya pandita). Padroneggiò tutti i corsi di studio al Monastero di Drikung Kagyu nel Tibet centrale, un importante centro Kagyü, e viaggiò estesamente alla ricerca della conoscenza, studiando con più di 100 maestri di tutte le tradizioni buddhiste esistenti tutti gli argomenti della dottrina, compreso lo Dzogchen.
Tsongkhapa, che era considerato da molti come un'emanazione di Atiśa, ricevette i lignaggi Kadam, e studiò i principali Tantra Sarma (gsar ma) (i Tantra della "Scuola della Nuova Traduzione") sotto i maestri Sakya e Kagyü. Studiò anche con Nyingma siddha Legpey Dorje (Wylie: legs gyi rdo rje) e con lo Zalupa Chökyi-pal (zha lu pa chos kyi dpal), e il suo principale maestro Dzogchen fu Lodrak Drupchen Kekyi Dorje (lho brag grub chen las kyi rdo je), noto anche come Namkha Gyaltsen (nam mkha' rgyal mtshan, 1326-1401).
In aggiunta ai suoi studi, fu impegnato in lunghi ritiri di meditazione. Si ritiene che abbia eseguito milioni di prostrazioni, offerte maṇḍala e altre forme di pratiche di purificazione. Tsongkhapa ebbe spesso visioni delle divinità meditative e specialmente di Mañjuśrī, con il quale, secondo la tradizione, avrebbe comunicato direttamente per chiarire alcuni difficili punti delle scritture.
Fu un efficace maestro del buddhismo tibetano e divenne una figura dominante tra i suoi pari come pure tra i suoi studenti. Molti dei suoi insegnanti alla fine si unirono a lui come studenti, come Rendawa, Umapa, il Nyingma Lama Lhodrak, insegnandosi e onorandosi a vicenda. Venerato per la sua forte influenza, la sua compassione e la sua saggezza, Tsongkhapa è considerato come un secondo Buddha.

## Otto Grandi Punti Difficili
Le Note sugli Otto Grandi Punti Difficili del Mūlamadhyamakakārikā' (Wylie: ba shes rab kyi dka' gnad chen po brgyad kyi brjed byang) dettate da Tsongkhapa furono trascritte dal suo discepolo rGyal-tshab-rje. Il quinto punto tratta dell'"appercezione", (Wylie: rang rig).

## Eredità

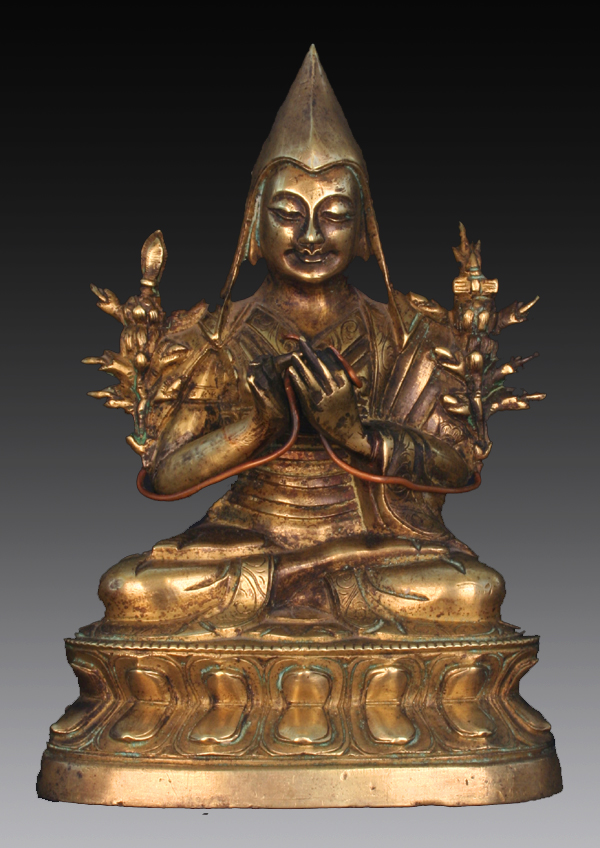
Bronzo raffigurante Tsongkhapa, che è conosciuto e venerato dai Mongoli come Bogd Zonkhov.

Con la fondazione del monastero di Ganden nel 1409, Tsongkhapa gettò le basi per quello che fu in seguito chiamato l'ordine Gelug ("i virtuosi"). Al tempo della fondazione del monastero, i suoi seguaci divennero noti come "Gandenbas." Tsongkhapa stesso non annunciò mai l'istituzione di un nuovo ordine monastico. Gli insegnamenti di Tsongkhapa attingevano alla dottrina di Atiśa, enfatizzando lo studio di Vinaya, del Tripiṭaka e degli Shastra. Il Lamrim di Atisha ispirò il Lamrim Chenmo di Tsongkhapa, che diventò un testo fondamentale tra i suoi seguaci. Praticò ed insegnò estesamente anche il Vajrayana, specialmente su come riunire gli insegnamenti Sutra e Tantra, scrisse opere che riassumevano gli insegnamenti basilari delle scuole filosofiche buddhiste, nonché commentari sul Pratimoksha, sul Prajnaparamita, sul Madhyamakavatara di Candrakirti, sulla logica e sui Sarma Tantra. Tsongkhapa enfatizzava un forte Sangha monastico. Inoltre, promosse lo studio della logica, incoraggiò dibattiti formali come parte degli studi sul Dharma, ed istruì di discepoli nei Tantra Guhyasamaja, Kalacakra ed Hevajra.
Tsongkhapa fu una delle più eminenti autorità del buddhismo tibetano al tempo. Compose una preghiera devozionale chiamata Preghiera di Migtsema per il suo maestro Sakya Rendawa, che fu riofferta a Tsongkhapa, con un biglietto del suo maestro che diceva che questi versi erano applicabili più a Tsongkhapa che a lui stesso. Dopo la dipartita di Tsongkhapa, furono scritte varie biografie da Lama di diverse tradizioni, e tutte concordarono che egli era stato un insegnante senza eguali. Il 9º Karmapa, Wangchuk Dorje, lodò Tsongkhapa come uno "spazzò via le opinioni sbagliate con quelle corrette e perfette." L'8º Karmapa, Gyalwa Mikyö Dorje, scrisse nella sua poesia In Lode dell'Incomparabile Tsong Khapa:
Quando gli insegnamenti delle sette Sakya, Kagyue, Kadam

E Nyingma in Tibet stavano declinando,

Tu, O Tsong Khapa, facesti rivivere la Dottrina di Buddha,

Perciò io canto questa lode a te dalla Montagna di Ganden.
Inoltre, si dice che il Buddha Sakyamuni parlasse della sua venuta come un'emanazione del Bodhisattva Mañjuśrī nel breve verso dalla Radice Tantra di Manjushri (tib. Jam-dpal rtsa-rgyud):
Dopo che io mi sarò spento

E la mia pura dottrina sarà assente,

Tu apparirai come un normale essere umano,

Svolgendo gli atti di un Buddha

E istituendo la Terra Gioiosa, il grande Protettore,

Nella Terra delle Nevi.
Sebbene Tsongkhapa si fosse spento nel 1419 all'età di 62 anni, lasciò al mondo 18 volumi di insegnamenti raccolti, la maggior parte dei quali sul Guhyasamāja tantra. Questi 18 volumi contengono centinaia di titoli relativi a tutti gli aspetti degli insegnamenti buddhisti e chiariscono alcuni dei temi più difficili degli insegnamenti Sutrayana e Vajrayana.
Le opere principali tra di esse sono:
- La Grande Esposizione degli Stadi del Sentiero (lam rim chen mo),
- La Grande Esposizione dei Tantra (sngags rim chen mo),
- L'Essenza dell'Eloquenza sugli Insegnamenti Interpretativi e Definitori (drang nges legs bshad snying po; titolo completo: gsung rab kyi drang ba dang nges pai don rnam par phye ba gsal bar byed pa legs par bshad pai snying po),
- L'Elogio della Relatività (rten 'brel bstod pa),
- La Chiara Esposizione dei Cinque Stadi del Guhyasamaja (gsang 'dus rim lnga gsal sgron) e
- Il Rosario Dorato (gser phreng).

Queste scritture costituiscono la fonte primaria per gli studi della tradizione Gelugpa: questi e altri insegnamenti di Tsongkhapa hanno resistito fino all'età moderna e sono visti come una protezione contro le errate concezioni nel buddhismo Mahayana e Vajrayana.
Il 14º Dalai Lama ha messo in evidenza la fedeltà dell'opera di Tsongkhapa al significato che si ritrova nell'opera di Buddhapalita. L'opera di Tsongkhapa è lodata come profonda e fedele alla tradizione, essenzialmente un chiarimento e un compendio degli insegnamenti trasmessi, che, dopo tutto, sono destinati a contenere la verità.
Dopo che Tsongkhapa ebbe fondato il monastero di Ganden nel 1409, esso divenne la sua sede principale. Egli ebbe molti studenti, tra i quali Gyaltsab Dharma Rinchen (1364–1431), Khedrup Gelek Pelzang (1385-1438), Togden Jampal Gyatso, Jamyang Choje, Jamchenpa Sherap Senge e il primo Dalai Lama, Gyalwa Gendün Drup (1391–1474), furono quelli di maggior spicco. Dopo la scomparsa di Tsongkhapa i suoi insegnamenti furono posseduti e custoditi da Gyaltsab Dharma Rinchen e Khedrub Gelek Pälsang. Da allora in poi, il suo lignaggio è stato detenuto dai Ganden Tripa, i detentori del trono del Monastero di Ganden, tra i quali l'attuale è Thubten Nyima Lungtok Tenzin Norbu, il 102º Ganden Tripa.
Dopo la fondazione del Monastero di Ganden da parte di Tsongkhapa, furono fondati il Monastero di Drepung da Jamyang Choje e il Monastero di Sera da Chöje Shakya Yeshe, mentre Gendün Drup fondò il Monastero di Tashilhunpo. Furono costruiti molti monasteri Gelug in tutto il Tibet, ma anche in Cina e Mongolia. Tsongkhapa trascorse qualche tempo come un eremita nell'Eremo di Pabonka, costruito durante l'epoca di Songsten Gampo, approssimativamente 8 chilometri a nord ovest di Lhasa. Oggi, anch'esso fa parte di Sera.
Tra i molti detentori del lignaggio della Tradizione dei Berretti Gialli (Gelugpa) ci sono le successive incarnazioni del Panchen Lama nonché Chagkya Dorje Chang, Ngachen Könchok Gyaltsen, Kyishö Tulku Tenzin Thrinly, Jamyang Shepa, Phurchok Jampa Rinpoche, Jamyang Dewe Dorje, Takphu Rinpoche, Khachen Yeshe Gyaltsen, Trijang Rinpoche, Domo Geshe Rinpoche e molti altri.
Il festival annuale della preghiera tibetana di Monlam fu istituito da Tsongkhapa. Là egli celebrò la funzione per diecimila monaci. L'istituzione del Grande Festival della Preghiera è vista come una delle Quattro Grandi Imprese di Tsongkhapa. Esso celebra le imprese miracolose del Buddha Shakyamuni.
In Italia, ad oggi è presente l'Istituto Lama Tzong Khapa, fondato nel 1976 e considerato il più grande centro buddhista d'Europa.

## Critiche
Il Madhyamaka di Tsongkhapa ha significative deviazioni rispetto ad altri autori indiani e tibetani, malgrado esso asserisca di seguire la tradizione di Buddhapalita e di Candrakīrti. Il Madhyamaka di Tsongkhapa fu ampiamente condannato, al punto che uno studioso tibetano, Gorampa, insinuò che Tsongkhapa fosse stato ispirato non da Mañjuśrī ma da un demone malvagio. Karl Brunnhölzl afferma ulteriormente: